# Ооямато-дзиндзя
Ооямато-дзиндзя (яп. 大和神社) — синтоистское святилище, расположенное в городе Тэнри, префектуре Нара, Япония. Храм посвящён божествам-хранителям Японии.
Святилище упоминается уже в «Энгисики». В эпоху Хэйан храм один из первых вошёл в список 22 элитных святилищ, получавшие непосредственную поддержку японского императорского двора. С 1871 по 1946 год святилище было официально причислено к кампэй-тайся (яп. 官幣大社 большие императорские храмы) — высшей категории поддерживаемых государством святилищ.
Согласно легендам, храм был основан более 2000 лет тому назад. Традиционно каннуси храма были из старинного рода Ямато.